# 마인츠 선제후국
마인츠 선제후국(Kurfürstentum Mainz, Electoratus Moguntinus)은 780년-782년 그리고 1802년까지 신성로마제국에서 영향력 있는 성직자이자 영주였다. 교회 계층상 마인츠 대주교는 독일 가톨릭교회에 있어서 최고위 성직자(primas Germaniae)이며, 알프스 이북 지역에서 교황을 대리하였다. 그 때문에 아주 드물기는 했지만, 로마를 제외한 주교좌 가운데서는 마인츠 주교좌만이 유일하게 ‘성좌’라고 불린 관행도 있었다.
마인츠 대주교령은 신성로마제국 내에서 강력한 교회령이었으며, 라인강 좌·우안에 있는 마인츠 일대 뿐만 아니라 메인 강을 끼고 보다 위에 있는 (아샤펜부르크 특별구역을 포함하여) 프랑크푸르트와 니더작센 주의 아이히스펠트, 튀링겐 주의 에르푸르트 인근에 이르는 지역을 세력권으로 편입하였다. 또한 마인츠 대주교는 전통적으로 제국의 선제후이자 독일의 대법관으로서, 법적으로 1251년 그리고 1263년부터 1801년간 쭉 황제 선거인단을 주재하는 역할을 하였다.
마인츠대주교령이 해체된 1802년에 일반주교구로 설정이 되었고 현재는 프라이부르크 관구의 일반주교구이다
현 마인츠주교는 카를 레만 추기경이다

## 같이 보기
- 쾰른 선제후국
- 트리어 선제후국